# 哈氏紋唇魚
哈氏紋唇魚（学名：Osteochilus hasseltii）為輻鰭魚綱鯉形目鯉科的其中一個種。

## 分布
本魚分布於湄公河、湄南河流域、馬來半島、印尼蘇門答臘、婆羅洲、爪哇島的溪流。

## 特徵
本魚幼魚鱗片上佈滿淺紅褐色小點，看起來成條狀。尾柄上有深色斑紋，成魚體色為淺灰綠色。魚唇邊緣有皰狀的瘤，下頷形成刀狀可用來刮水草，所有鰭都有黃色和紅色。背鰭軟條17至19枚；臀鰭軟條8枚，體長可達32公分。

## 生態
本魚棲息在泥濘多沙的河川或湖泊中，屬雜食性，以藻類、浮游植物、甲殼動物等為食，性情溫和。

## 經濟利用
為當地重要的食用魚之一，肉質佳，另幼魚可作為觀賞魚，但因生長快速，需要較大的魚缸。